# Покрівці (село)
Покрівці́ — село в Україні, у Стрийський район Львівської області. Населення становить 557 осіб станом на 2025 рік. Орган місцевого самоврядування — Гніздичівська ОТГ.

## Історія
Поселення, ймовірно, було засноване наприкінці XV століття. Перша згадка про село походить з податкового реєстру 1515 року в якому село згадувалося як Покровче (Pokrowcze), належало до володінь землі Львівської (terra leopolien), королівського Жидачева (zidaczow villae regales), лінії Стрий (versus Strij) в селі документується піп (можливо, уже тоді була церква, адже згадок про те що піп при церкві, немає) і 2 лани (близько 34 га) оброблюваної землі.
У податковому реєстрі 1578 року село Покрівці належало до володінь землі Львівської (terra leopolien), Повіту Жидачівського (distriktus Zidaczoviensis). Який як трактовано в деяких джерелах як самостійна земля.В селі документуються 4 лани (близько 68 га), садівники (hortulanus), різні ремісники (artifices) та піп .

## Політика

### Парламентські вибори, 2019
На позачергових парламентських виборах 2019 року у селі функціонувала окрема виборча дільниця № 460366, розташована у приміщенні школи.
Результати
- зареєстровано 463 виборці, явка 58,32%, найбільше голосів віддано за «Слугу народу» — 40,37%, за Всеукраїнське об'єднання «Батьківщина» — 15,93%, за «Голос» — 12,59%.[5] В одномандатному окрузі найбільше голосів отримав Володимир Наконечний (Слуга народу) — 32,22%, за Андрія Гергерта (Всеукраїнське об'єднання «Свобода») — 24,44%, за Андрія Кота (самовисування) — 12,59%[6].

## Релігія
В Покрівцях збереглася дерев'яна церква Покрова Пр. Богородиці 1896.

## Пам'ятки
- Пам'ятник на честь скасування панщини[d] (1848);

## Відомі мешканці

### Народились
- Кушплер Ігор Федорович (1949—2012) — український оперний співак (баритон). Соліст Львівського національного театру опери та балету ім. С. Крушельницької. Народний артист України.